# Цзєдуши
Цзєдуши (кит.: 節度使) — військові правителі провінцій Китаю при династії Тан та в період десяти династій та п'яти держав. Посаду цзєдуши було запроваджено для боротьби із звонішньою загрозою. Незабаром цзєдуши отримали великі повноваження, зокрема можливість утримувати власне військо, збирати податки й передавати титул від батька до сина.
З часом могутність цзєдуши затьмарила силу центрального уряду. Зокрема, одним із цзєдуши був Ань Лушань, який мав під своєю владою три області й спромігся підняти повстання, яке поклало край золотому періоду династії Тан. Навіть після того, як повстання вдалося з великими складнощами придушити, цзєдуши зберегли свою владу й прискорили розпад держави. Врешті-решт вони повалили її й розділили Китай на кілька окремих держав, що вели між собою запеклі боротьбу.